# Exmoorpony

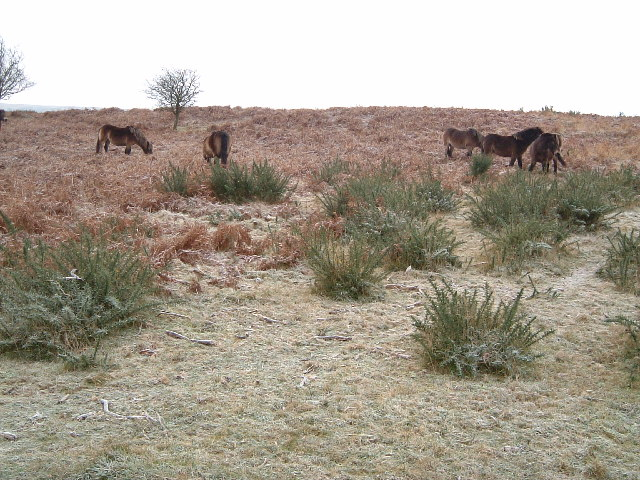
Exmoorpony's in een heidegebied.

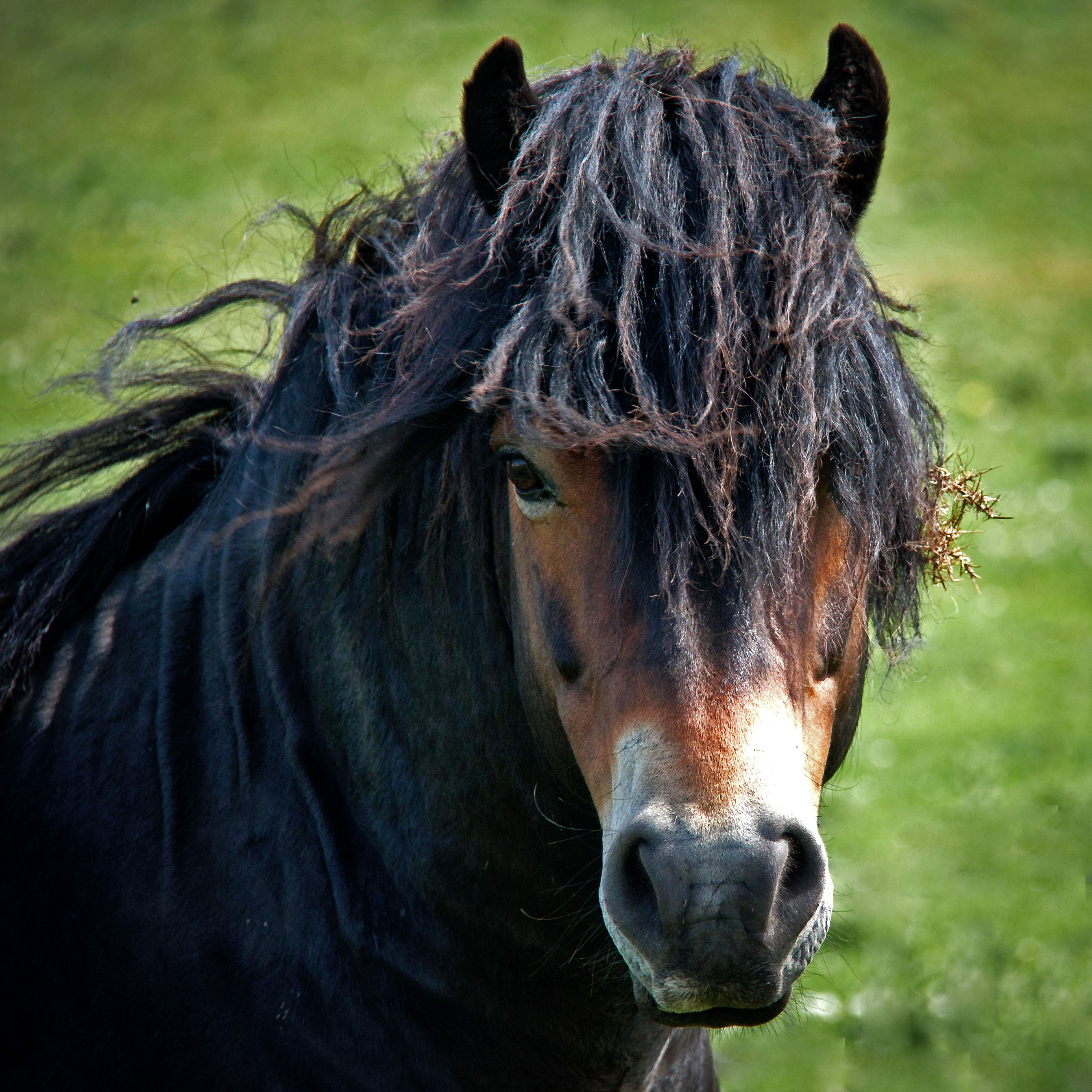
Exmoorpony.

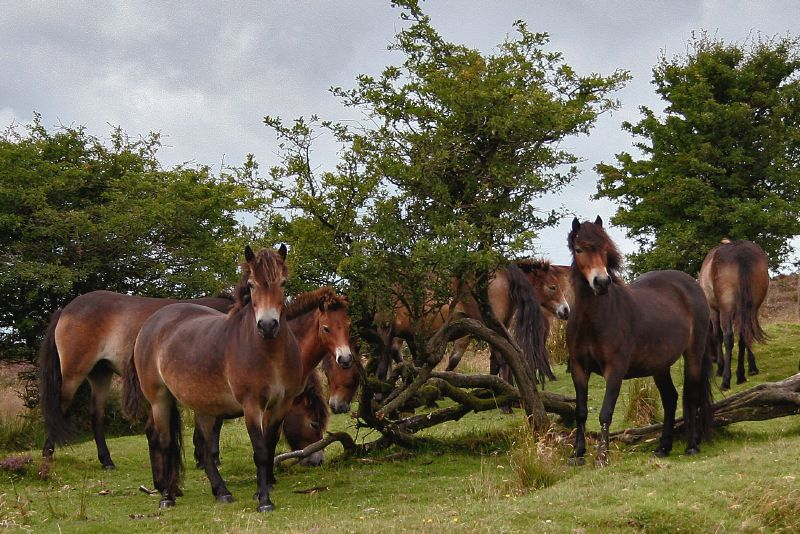
Een kleine kudde exmoorpony's.

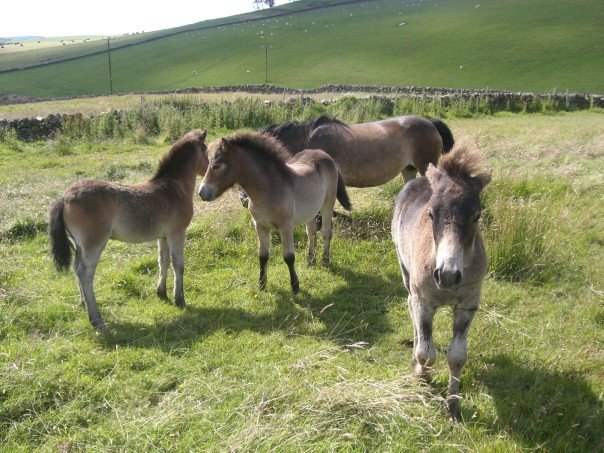
Exmoorpony's, groepje jaarlingen.

De exmoorpony of kortweg exmoor is een ondersoort van het Wilde paard (Equus ferus). De exmoor is een kleine en sobere pony, die heeft overleefd in het Verenigd Koninkrijk in een extensief beheerde omgeving. Nog altijd leeft de exmoorpony voort in wild levende kuddes, met natuurlijk gedrag, in het Nationaal park Exmoor. Exmoorpony's kenmerken zich door hun licht- of donkerbruine vacht met meelsnuit. Ze worden ingezet voor de begrazing van natuurgebieden en, met de juiste opleiding, als veelzijdige pony voor kinderen.

## Exterieur
De exmoor is een vrij kleine pony. Merries zijn tussen de 116,8 en 127 cm groot. Hengsten en ruinen zijn iets groter, namelijk tussen de 119,4 en 130 cm.
De pony's zijn vaak lichtbruin maar donkerbruin komt ook voor. Ze hebben lichtgrijze ringen rond de ogen. De buik en de binnenkant van de dijen zijn veel lichter gekleurd dan de rug. Rondom de neusgaten en de mond hebben de pony's een grijsbruine kleur, zodat het lijkt alsof ze hun mond in een bak met meel hebben gestoken. Dit wordt een "meelsnuit" genoemd en is een kenmerk bij uitstek van de exmoorpony. 
De exmoor heeft een elegant hoofd met wijde neusgaten, de ogen zijn groot en sprekend. De pony's hebben kleine, beweeglijke oortjes. De hals is kort en breed, geplaatst op een stevig lichaam met een diepe borst. De schouders zijn redelijk schuin. De pony's zijn goed geribd en hebben een brede, vlakke rug. De benen zijn kort en hard. De hoeven zijn klein en zeer gezond.
Door hun woeste leefomgeving zijn ze goed aangepast aan barre weersomstandigheden. Zo krijgen ze in de winter een enorm dikke wintervacht. Deze bestaat uit een dubbele laag. De onderlaag is kort en wollig. De toplaag bestaat uit langere haren en is vettig. Dat houdt de regen en kou buiten en de warmte binnen. In de zomer heeft de vacht een koperachtige glans. Exmoorpony's hebben - in vergelijking met gedomesticeerde paarden- of ponyrassen – een zwaar bovenste ooglid. De Engelsen noemen dit "paddenogen". Het zware ooglid beschermt de ogen tegen regen, sneeuw en wind.
De gangen van de exmoor zijn ruim. De dieren hebben een groot uithoudingsvermogen, wat verwacht mag worden van wilde dieren. Als laatste heeft de exmoor nog een speciaal fenotypisch kenmerk. De exmoor heeft zeer diep geïmplementeerde kiezen, net als het przewalskipaard en gevonden pleistocene fossielen van oerpaarden. Dit fenotypische kenmerk, net als typisch wilde genetische kenmerken in het mitochondriaal DNA, maakt dat de exmoorpony geclassificeerd dient te worden als een ondersoort van het wilde paard. 

## Karakter en gebruik
De exmoorpony is levenslustig, intelligent en vriendelijk. Het zijn vlugge dieren met lef. De pony's zijn erg taai en sterk, waardoor ze het gewicht van een volwassen ruiter kunnen dragen. Het zijn over het algemeen betrouwbare en makke rijpony's voor kinderen, mits de pony's van jongs af aan mensen gewend zijn.

## Geschiedenis
De exmoorpony behoort naast het przewalskipaard tot de laatste ondersoorten van wilde oerpony's. Oorspronkelijk kwam dit soort pony's voor in heel Noordwest-Europa, maar alleen in het zuidwesten van Engeland, in Exmoor, zijn de oorspronkelijke kenmerken van de oerpony's behouden. Op andere plaatsen zijn wilde paarden gekruist met 'veredelde' paardenrassen. Dit is niet gebeurd in Exmoor. De exmoorpony is vernoemd naar het gebied waar hij al sinds eeuwen voorkomt. Het gebied Exmoor is zeer heuvelachtig en bestaat voor het grootste deel uit heide en moerassen. Men vindt hier nog steeds de meeste exmoorpony's, hoewel zij door particulieren ook elders worden gefokt. Waar de exmoorpony wordt gefokt, dient het te worden beschouwd als een ras. Waar de exmoorpony wild leeft in zijn natuurlijke habitat, waarvan nu alleen nog het extensief beheerde Exmoor resteert, dient te worden beschouwd als ondersoort van het wilde paard.
De exmoorpony's lijken sterk op de grottekeningen van wilde pony's uit de IJstijd en op het przewalskipaard, dat echter twee chromosomen meer heeft. Net als het przewalskipaard heeft de exmoorpony ander mitochrondiaal DNA dan gedomesticeerde paardenrassen. Op grond van natuurlijke kenmerken, zoals gedrag, menen sommigen dat de exmoorpony, meer nog dan het przewalskipaard, het best bewaarde wild paard is. Door de geïsoleerde ligging van zijn natuurlijke leefomgeving is de exmoorpony dan ook niet beïnvloed door gedomesticeerde paardenrassen. De oorspronkelijke kenmerken van het wilde paard zijn in de exmoorpony behouden. Exmoorpony's zijn ongevoelig voor allerlei paardenziektes en enorm winterhard. Ze kunnen zich uitstekend redden in strenge winters, zonder beschutting of extra voedsel. Sommige pleistocene fossielen uit Franse en Engelse grotten vertonen grote gelijkenis met de botten van de exmoorpony. 
Exmoorpony's kwamen al voor in het Domesday Book, een register van Engelse landerijen uit 1086. In deze tijden was nog sprake van echt wilde kuddes. De exmoorpony's zijn in de loop van het vorige millennium echter in aantal afgenomen. Rond 1820 werden exmoorpony's bijvoorbeeld gebruikt om jachtpaarden mee te fokken, vanwege hun hardheid en lef. Het afnemende aantal exmoorpony's was reden om in 1921 The Exmoor Pony Society op te richten, door Reginald Le Bas. Het doel was om de exmoorpony in zuivere vorm te behouden en daartoe het fokken van zuivere exmoorpony's te bevorderen. In 1963 werd het eerste officiële stamboek opgericht. Na de Tweede Wereldoorlog was de exmoorpony bijna geheel verdwenen. Deze ondersoort van het wilde paard was bijna uitgestorven. De exmoorpony heeft destijds op de lijst van The Rare Breeds Survival Trust gestaan. Inmiddels gaat het redelijk goed met de exmoorpony en zijn er wereldwijd rond de tweeduizend genetisch zuivere exmoorpony's. 
In de vrij levende kuddes van de exmoorpony - de pony's grazen nog altijd op de heide in Exmoor - kunnen de dieren nog steeds natuurlijk gedrag vertonen. De dieren staan echter onder toezicht van natuurbeheerders. Hoewel wordt geprobeerd om zich zo weinig mogelijk met de pony's te bemoeien, worden de dieren één keer per jaar allemaal bij elkaar gedreven. De nieuwgeboren dieren worden dan geregistreerd en gekeurd. Onder strenge selecties, door de mens, worden alleen de pony's ingeschreven in het stamboek, die helemaal aan het exmoortype voldoen. Jonge hengsten die niet voldoen aan de 'rasstandaard' worden gecastreerd. Het is de vraag wat deze menselijke inmenging in de natuurlijke voortplanting van de exmoorpony gaat doen met de eigenschappen van deze ondersoort van het wilde paard.  
Vroeger kregen de pony's na inschrijving in het stamboek een brandmerk op de linkerschouder. Dit was een ster, het symbool van de vereniging. Onder de ster kwam het nummer van hun kudde. Op de linkerbil werd het individuele nummer van de pony gezet. Sinds het jaar 2003 worden de pony's niet meer gebrandmerkt. Ze krijgen nu een microchip onder de huid van hun hals. 

### In natuurgebieden in Nederland
Sinds de jaren 1990 wordt de exmoorpony ook op beperkte schaal in Nederlandse natuurgebieden gehouden. It Fryske Gea is daarmee begonnen door een jonge hengst en enkele jonge merries uit het Verenigd Koninkrijk te importeren en het natuurgebied It Mandefjild bij Bakkeveen door deze pony's te laten begrazen. Daarna volgden begrazingsprojecten in andere Nederlandse natuurgebieden met deze dieren, zoals in de Maashorst. Men probeert nu verder via een stamboek en door weinig contact met mensen de 'wilde' eigenschappen van dit oerpaard te behouden.

## Fokkerij
Het Engelse exmoorstamboek, The Exmoor Pony Society, organiseert elk jaar in mei een hengstenshow. In augustus is er elk jaar een grote show in Exford. Hier kunnen fokkers en eigenaars hun exmoorpony's laten beoordelen door een jury, zowel in de bereden rubrieken als aan de hand. De 'beste' pony's kunnen dan bekroond worden. 
Sinds 2008 is er in Nederland het Samenwerkingsverband Exmoorpony, dat streeft naar het behoud van de oorspronkelijke eigenschappen en raszuiverheid van deze ondersoort van het wilde paard. Het Samenwerkingsverband Exmoorpony werkt samen met de Engelse Exmoor Pony Society. Ruim negentig procent van de exmoorpony's in Nederlandse natuurgebieden neemt deel aan het fokprogramma van het Samenwerkingsverband Exmoorpony.
De fokkerij kan bijdragen aan het overleven van de exmoorpony, door het behoud van de genetische lijnen. Het doelbewust fokken is op termijn echter een risico voor de natuurlijke eigenschappen van de exmoorpony. De wilde eigenschappen kunnen alleen voortbestaan onder natuurlijke selectie in een natuurlijke omgeving. De volledig natuurlijke voortplanting van deze dieren, onder natuurlijk gedrag in een natuurlijke habitat, is een voorwaarde voor het behoud van de exmoorpony, één van de laatste ondersoorten van het wilde paard. 

## Afbeeldingen

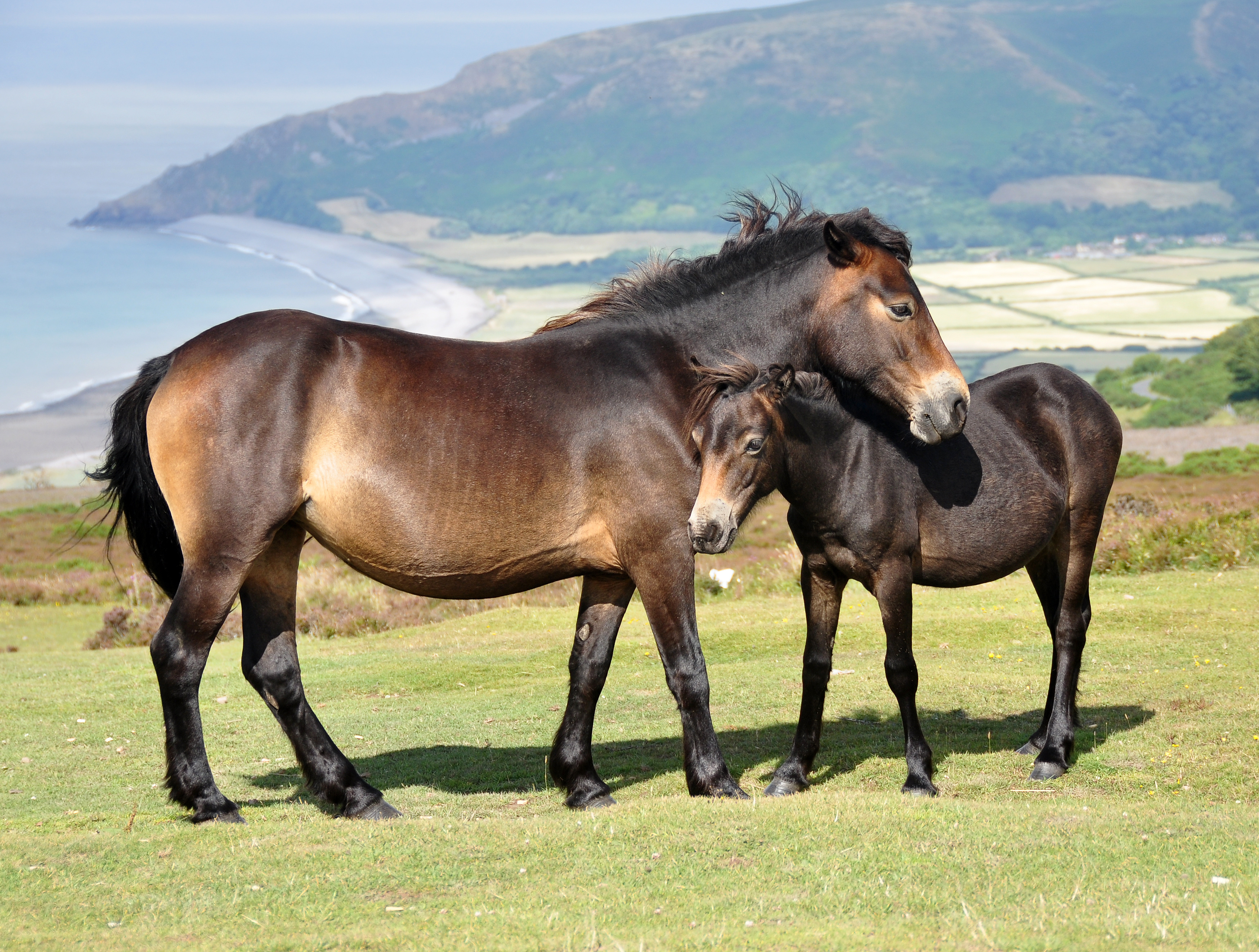
Exmoorpony's, zomervacht.
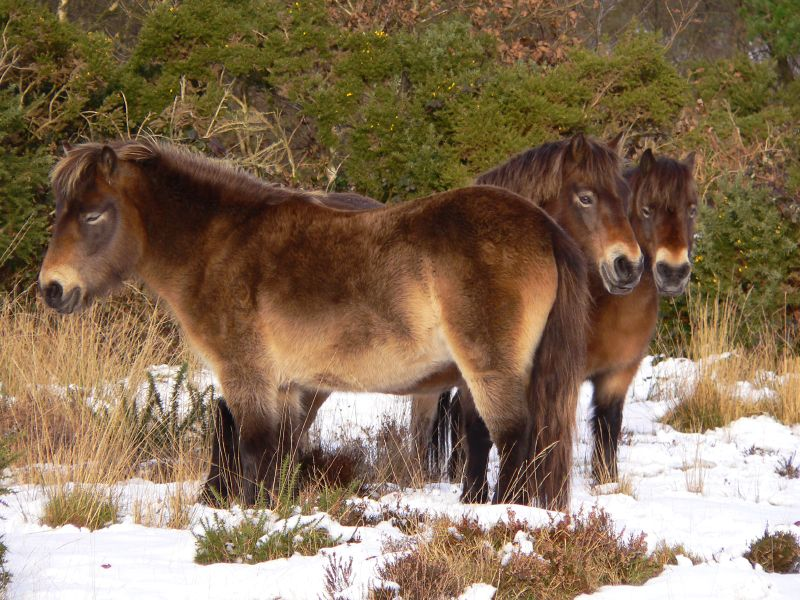
Exmoorpony's, wintervacht.
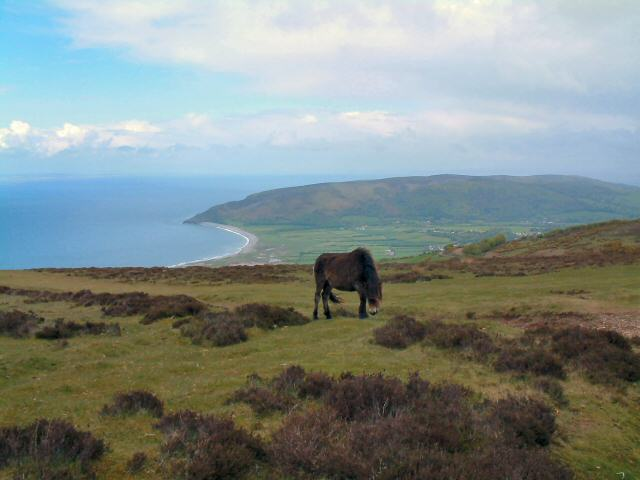
Exmoorpony in Exmoor.

Aegidienberger · 
Albanees paard · 
Ariégeois ·
Avelignese · 
Bardigiano · 
Connemarapony · 
Dalespony · 
Dartmoorpony · 
Dülmener · 
Eriskay pony · 
Exmoorpony · 
Fellpony · 
Fjord · 
Garrano · 
Giara-paard · 
Gotlandpony · 
Hackneypony · 
Haflinger · 
Haflo-arabier · 
Highlandpony · 
Huzule · 
IJslander · 
Konik · 
Lewitzer · 
Mérens · 
Newforestpony ·
Pottok ·
Salerno · 
Shetlandpony · 
Skyros · 
Sorraia · 
Welsh pony